# Der Dieb von Paris
Der Dieb von Paris (Originaltitel: Le Voleur) ist ein französisch-italienischer Abenteuerfilm aus dem Jahr 1967 von Louis Malle, der auch – zusammen mit Jean-Claude Carrière – das Drehbuch verfasst hatte. Es basiert auf dem 1897 erschienenen Roman Le Voleur von Georges Darien. In den Hauptrollen sind Jean-Paul Belmondo, Geneviève Bujold, Marie Dubois und Julien Guiomar zu sehen. Zum ersten Mal ins Kino kam der Film am 22. Februar 1967 in Frankreich. In der Bundesrepublik Deutschland hatte er seine Premiere am 6. Oktober 1967.

## Inhalt
Der Film spielt gegen Ende des 19. Jahrhunderts in der französischen Hauptstadt. Ein elegant gekleideter Herr schreitet durch nächtliche Villenstraßen, schwingt sich plötzlich über eine Mauer und nähert sich schließlich einem verlassen im Mondlicht liegenden Haus. Hunde bellen in der Nachbarschaft, doch der Herr lässt sich nicht beirren. Gelassen bricht er die Eingangstür auf, schließt hinter sich zu; eine Blendlaterne flammt auf. Ihr Schein gleitet über Schränke, Bilder und Vitrinen. Nach kurzer Prüfung begibt sich der Herr an die Arbeit: er zerschlägt Vitrinenglas und wählt unter den Kostbarkeiten aus, schneidet Bilder aus den Rahmen und bricht Sekretäre und Kommoden auf.
Der Herr, der im Laufe der Nacht das Haus verwüstet und dessen Schätze zusammenträgt, ist Georges Randal, von „Beruf“ Dieb, ein Meister seines Fachs. Während Georges arbeitet, erinnert er sich der Vergangenheit, sozusagen seines Werdegangs. Sein Vormund brachte ihn einst um das väterliche Erbe. Der erste Diebstahl war daher ein Racheakt, brachte ihm aber zugleich die Freundschaft des Philosophen der Pariser Diebe, des Abbé Félix La Margelle, ein. Dieser wird sein Lehrmeister und verschafft seinem bald triebhaft ungesetzlichen Tun ein kräftiges moralisches Fundament. Der Abbé kategorisiert die Menschen in „Bürger“ und in „Diebe“ und lässt keinen Zweifel daran, dass er den Dieb als bessere Spezies betrachtet, als Stachel, als mutigen, freien Einzelgänger, auch als ausgleichende Gerechtigkeit.
Georges lernt seine fachlichen, theoretischen und philosophischen Lektionen schnell und nimmt danach seine bewusste Gegenposition zur Gesellschaft als Einzelgänger ein. Nicht als Anarchist und Umstürzler, wie mancher seiner Kollegen, sondern aus innerer Notwendigkeit, weil es ihm nicht möglich ist, sich mit den Bürgern zu arrangieren. Er übt sein Gewerbe auch dann noch aus, als er schon reich ist und mit den Bürgern heulen könnte. Durch seine elegante Art kommt Georges auch bei den Frauen gut an. Doch seine wirkliche Liebe gilt nur seiner Cousine Charlotte.
Als der Morgen graut, macht sich Georges mit seiner Beute auf den Heimweg, ein elegant gekleideter Herr, der mit seiner Reisetasche einen Zug besteigt und heimfährt, übernächtigt, wach und einsam.

## Kritiken
Der Evangelische Film-Beobachter zeigt sich voll des Lobes: „Ein amüsanter farbiger Abenteuerfilm in Kostümen der Jahrhundertwende, der das bewegte Leben des Meisterdiebs Georges Randal in Rückblenden aufzeigt. Für aufmerksame Betrachter hat Malle hier in freundlicher Verpackung sein altes Motiv vom zwanghaften Einzelgänger, vom einsamen Opponenten der etablierten Gesellschaftsordnung wieder aufgenommen. Ab 16 gut ansehbar.“ Nicht ganz so positiv urteilt das Lexikon des internationalen Films: „Der gegenüber traditionellem wie revolutionärem Lebensverständnis skeptische Film […] zeichnet, stilistisch durchgeformt, die Gesellschaft mit bitterem Sarkasmus, den Einzelgänger aber als lustlosen Routinier.“ Die staatliche Filmbewertungsstelle Wiesbaden erteilte dem Werk das Prädikat „Besonders wertvoll“.